# Schwarzweiße Hutschlange
Die Schwarzweiße Hutschlange (Naja melanoleuca) (manchmal auch Schwarzweiße Kobra, Weißlippenkobra oder Waldkobra genannt) zählt innerhalb der Familie der Giftnattern (Elapidae) zur Gattung der Echten Kobras (Naja).

## Identifikation
Ausgewachsene Schwarzweiße Hutschlangen erreichen eine Länge von 150 bis 200 Zentimetern. In Ausnahmefällen kann die Schlange bis zu 300 Zentimeter und mehr heranwachsen. Der Kopf hebt sich vom Restkörper leicht ab. Er ist relativ klein für eine Kobra. Farblich kann die Art erheblich variieren. Die Form, die in Südafrika vorkommt, ist beispielsweise braun bis braungrau; die aus Westafrika ist vorwiegend schwarz. Der Bauch hat meist eine gelblich oder weißlich cremefarbene Färbung, teils mit schwarzen Flecken. Die Schuppen sind weich und glänzend.
Die Schlange gilt gemeinhin als sehr aggressiv. Bei Bedrohung richtet sie ihren Vorderkörper auf. Ihre Halsregion wird dann zu einem breiten Schild.

## Subspezies
Folgende Unterarten wurden beschrieben:
- Naja melanoleuca melanoleuca (Capocaccia, 1961)
- Naja melanoleuca aurata (Stucki-Stirn, 1979)
- Naja melanoleuca subvulva (Laurent, 1955)

## Vorkommen

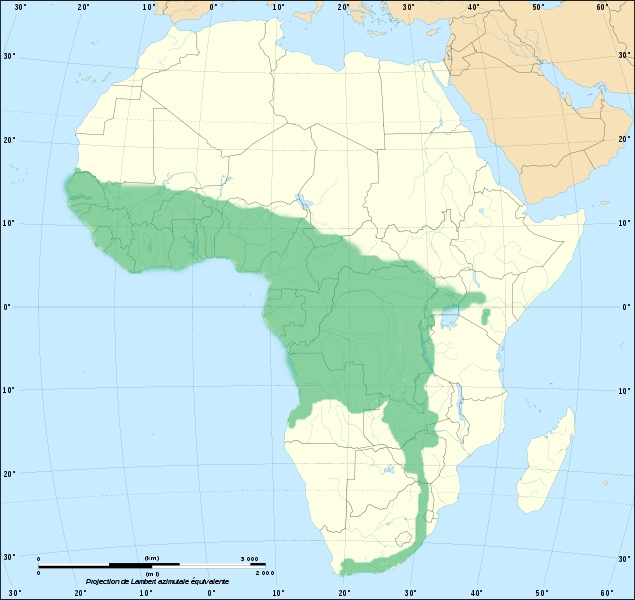
Verbreitungsgebiet der Schwarzweißen Hutschlange

Die Schlange bevorzugt feuchte Habitate und kommt häufig in feuchten Waldgebieten vor. Man findet sie oft in semi-aquatischen Lebensräumen. Die Schlange kommt auch in Reisfeldern, in Getreidespeichern oder Abfallhalden vor, wo sie reichlich Nahrung findet. Als Unterschlupf dienen Gesteinshaufen, Termitenhügel und Erdlöcher. 
Die Subfulva-Unterart kommt in trockeneren Regionen vor.
Zu den Ländern, in denen die Schwarzweiße Hutschlange vorkommt, gehören Äthiopien, Angola, Benin, Burkina Faso, Burundi, Demokratische Republik Kongo, Elfenbeinküste, Gabun, Gambia, Ghana, Guinea, Guinea-Bissau, Kamerun, Kenia, Liberia, Malawi, Mali, Mosambik, Niger, Nigeria, Ruanda, Republik Südafrika, São Tomé, Sambia, Senegal, Sierra Leone, Simbabwe, Somalia, Sudan, Tansania, Togo, Tschad, Uganda und die Zentralafrikanische Republik. Außerdem findet man sie häufig auf Bioko und in Río Muni in Äquatorialguinea.
Die IUCN stuft die Art als nicht gefährdet ein, mit rückläufigem Populationstrend.

## Nahrung
Bevorzugt ernährt sich die Schlange von kleineren Säugetieren (z. B. Ratten, Mäusen), Vögeln, Eidechsen, anderen Schlangen, Kröten und Fröschen. Auch Fische gehören zur Beute, die sie als gute Schwimmerin im Wasser erbeutet.

## Fortpflanzung
Naja-Arten vermehren sich ovipar. In Freiheit haben sie eine Lebenserwartung von etwa 12 Jahren. Durchschnittlich legt die Hutschlange 10 bis 15 Eier. Die Eier sind ca. 60 mm × 30 mm groß. Vorzugsweise werden die Eier in hohlen Bäumen, Erdlöchern oder im Falllaub versteckt. Die Jungen schlüpfen nach ungefähr 70 bis 80 Tagen. In diesem Stadium sind sie 35 bis 40 Zentimeter lang.

## Toxikologie
Das Gift der Schwarzweißen Hutschlange wirkt neurotoxisch. Die Symptome sind Lähmungserscheinungen. Das Gift entfaltet seine Wirkung im Bereich der Synapsen. Das Gift der Schwarzweißen Hutschlange gilt nach dem der Kapkobra als das zweitgiftigste aller afrikanischen Kobras.